# 50e parallèle sud
Pour les articles homonymes, voir 50e parallèle.
En géographie, le 50e parallèle sud est le parallèle joignant les points de la surface de la Terre dont la latitude est égale à 50° sud.

## Géographie

### Dimensions
Dans le système géodésique WGS 84, au niveau de 50° de latitude sud, un degré de longitude équivaut à 71,695 km ; la longueur totale du parallèle est donc de 25 811 km, soit environ 64 % de celle de l'équateur. Il en est distant de 5 541 km et du pôle Sud de 4 461 km,.

### Régions traversées
Le 50e parallèle sud passe au-dessus des océans sur environ 98 % de sa longueur.  Il coupe cependant la pointe sud de l'Amérique du Sud (Chili et Argentine) et passe à quelques kilomètres au sud des îles Kerguelen et des îles Antipodes.
Le tableau ci-dessous résume les différentes zones traversées par le parallèle, d'ouest en est :
| Zone                                   | Début                | Fin                  | Longueur (km) |
| -------------------------------------- | -------------------- | -------------------- | ------------- |
| Océans Atlantique, Indien et Pacifique | 50° 00′ S, 67° 54′ O | 50° 00′ S, 75° 19′ O | 25 279        |
| Île Madre de Dios                      | 50° 00′ S, 75° 19′ O | 50° 00′ S, 75° 17′ O | 2             |
| Océan Pacifique                        | 50° 00′ S, 75° 17′ O | 50° 00′ S, 74° 52′ O | 30            |
| Île Wellington                         | 50° 00′ S, 74° 52′ O | 50° 00′ S, 74° 32′ O | 24            |
| Océan Pacifique                        | 50° 00′ S, 74° 32′ O | 50° 00′ S, 74° 22′ O | 12            |
| Amérique du Sud                        | 50° 00′ S, 74° 22′ O | 50° 00′ S, 67° 54′ O | 463           |